# بند شلوار
بند شلوار، هولدر پیراهن، ساس‌بند یا ساسپندر (به انگلیسی: Suspenders) که به جای کمربند مورد استفاده قرار میگیرد، بندی پارچه‌ای یا چرمی است که بر روی شانه‌ها و برای بالا نگه‌داشتن شلوار پوشیده می‌شود. بند شلوار ممکن است تماماً کشی باشد یا فقط در انتهایی که به شلوار متصل است یک قسمت کشی داشته باشد. بعضی بند شلوارها در پشت بدن به شکل ضربدر و بعضی دیگر به شکل ۷ هستند.  معمولاً با استفاده از دکمه یا گیره به شلوار متصل می‌شود.
تاریخ‌نگاران، پیشینه بند شلوار را بر اساس شواهد تاریخی به اوایل سده نوزدهم میلادی نسبت می‌دهند. استفاده از بند شلوار پس از جنگ جهانی اول و با رایج شدن آن در لباس‌های فرم روزانه جایگاهی بسیار بالا پیدا نمود ولی این جایگاه با توجه به جریان مد به شکلی پیش رفت که در حدود یک دهه بعد استفاده از آن رشد نزولی داشت ولی همچنان از آن‌ها استفاده می‌شد؛ البته به شکلی که دیگر بر روی لباس‌ها دیده نمی‌شدند. در این شرایط، دکمه‌های مخصوص بند شلوار که بر روی کمر شلوار تعبیه می‌شدند از قسمت بیرونی کمر به قسمت داخلی آن انتقال یافت و آقایان بند شلوار را بر روی زیرپوش‌های خود می‌بستند و روی آن پیراهن می‌پوشیدند، در این شرایط استفاده از کمربند نیز امکان‌پذیر می‌شد. 
بند شلوار توسط گیره‌های انتهایی خود که معمولاً روی یک قطعه چرم قرار گرفته‌اند به کمر شلوار متصل می‌شوند. در برخی بند شلوارها، این اتصال توسط دکمه‌های تعبیه شده بر روی کمر شلوار نیز امکان‌پذیر است. یک پل فلزی نیز در ساختار بند شلوارها وجود دارد که کارکرد آن، اندازه‌نمودن بلندی نوارها بر پایه اندام فرد استفاده‌کننده می‌باشد.